# Xian de Shayang
Le xian de Shayang (沙洋县 ; pinyin : Shāyáng Xiàn) est un district administratif de la province du Hubei en Chine. Il est placé sous la juridiction de la ville-préfecture de Jingmen.

## Démographie
La population du district était de 681 878 habitants en 1999.